# 二次元狂熱
『二次元狂熱』（にじげんきょうねつ）とは、アニメ・漫画・ギャルゲーの紹介を中心とする、中華人民共和国の雑誌である。2008年9月に創刊した毎号DVD付きの月刊誌。そのDVDにはあやしいコンテンツをいっぱい詰めてある。中国大陸で発売された他の同類の雑誌と比べ、報道と解説の濃さを重視する傾向があり、ハードコアな雑誌とされている。
『二次元狂熱』の編集長はJEDIである。

## コラム
- 河蟹子の相談室
- 二次元情報
- 東方特集
- 萌え絵師
- 本号特集
- 二次元創造